# Yumiko Kurahashi
Yumiko Kurahashi (倉橋 由美子, Kurahashi Yumiko, 10 d'octubre de 1935 – 10 de juny de 2005) va ser una escriptora japonesa. El seu treball se centra en la literatura experimental i l'anti-realisme, en la qual qüestiona les normes socials pel que fa a les relacions sexuals, violència i l'ordre social. La seva antinovel·la va utilitzar pastitx, paròdia, i altres elements propis de la literatura postmoderna.

## Estudis
Kurahashi va néixer a Kami, Japó. Era la filla gran de Toshio i Misae Kurahashi. El seu pare era un dentista a la ciutat de Kami, a la prefectura de Kōchi, a l'illa de Shikoku. El seu padrí era Tokutomi Sohō, un conegut del seu pare. Al cap d'un any estudiant literatura japonesa a la universitat de dones de Kyoto, a causa de la pressió exercida pel seu pare, Kurahashi va viatjar a Tòquio per formar-se com higienista dental. Després de completar els requisits per presentar-se a l'examen estatal de medicina, va ingressar en el departament de literatura francesa de la Universitat de Meiji, on va assistir a conferències de destacades figures literàries japoneses de la postguerra com ara Mitsuo Nakamura i Kenji Yoshida. Kurahashi va ser una gran entusiasta de la literatura moderna. Durant els seus anys universitaris va conèixer l'obra d'autors com Rimbaud, Camus, Kafka, Blanchot, o Valéry. La seva tesi la va dedicar a l'anàlisi del tractat Sartre, L'ésser i el no-res. analitza la relació entre consciència i món, entre subjecte i objecte.

## Controvèrsia i principis literaris
Mentre encara seguia cursant els seus estudis per al grau de mestre, va fer el seu debut literari el 1960 amb la publicació en la revista universitària de la història El Partit (パルタイ), una sàtira aguda sobre el sentiment comunista d'esquerra comuna entre els estudiants de l'època. La història va ser elogiada per Ken Hirano en la seva ressenya en la revista Mainichi Shimbun. El Partit va ser reimprès per Bungakukai i nominat per al Premi Akutagawa el 1960. El mateix any amb la seva següent novel·la curta Fi de Summer (夏の終り) també va ser nominat per l 'Akutagawa Premi. Malgrat que no ho va guanyar va ser considerada juntament amb Takeshi Kaiko, Shintaro Ishihara i Kenzaburō Ōe,que també debutaven al mateix temps, com la "tercera ona" de generació de joves escriptores japoneses.
Dels autors d'aquesta tercera ona, Kurahashi té algunes semblances biogràfiques amb Kenzaburō Ōe. Tots dos van néixer el 1935; van créixer en Shikoku; van estudiar a Tòquio literatura francesa; van debutar en els seus dies d'estudiant amb històries curtes políticament tenyides que van atreure el reconeixement de Ken Hirano; i es van graduar amb un treball sobre Sartre. Així i tot, en cert punt els seus camins divergeixen: Ōi va guanyar el Premi Nobel de Literatura mentre que el camí triat per Kurahashi la va portar a l'ostracisme del món literari japonès.
La seva novel·la (de fet antinovel·la) Viatges Blaus (暗い旅) escrita en segona persona el 1961. Un debat feroç va esclatar en la premsa. La seva novel·la va causar molta controvèrsia entre els crítics i va portar a Jun Etō a acusar-la de plagi, Etō considerava que la novel·la de Kurahashi imitava a la novel·la de l'escriptor francès Michel Butor La modificació (Segons pensaments). Als defensors de Kurahashi es va unir Takeo Okuno. Després d'aquest succés Kurahashi va deixar l'escola de postgrau influenciada per aquest esdeveniment sobre la seva novel·la i la mort del seu pare un any després el 1962.

## Treballs i vida
En 1964 es va casar amb Tomihiro Kumagai qui treballava, aleshores, com a productor pel Japan Broadcasting Corporation. Malgrat certs problemes de salut el 1966 a través d'una beca Fulbright va anar a estudiar a la Universitat de Iowa als Estats Units on va passar aproximadament un any.
En 1969 va publicar la fantasmagòrica i distòpica "Aventures de Sumiyakisto". Les seves següents novel·les Virginia (1970), Anti-Tragèdies (1971), i El Pont de Somnis (1971) van marcar un canvi dramàtic en la seva obra. Va continuar escrivint tant històries curtes com a llargues des de "Un castell dins del castell" (1981), "Symposion" (1985), i "Popoi "(1987).
Els seus "Cruels Contes de Fades" i els seus "contes de fades cruels per a adults" es van convertir en les seves obres més populars durant la seva vida. En 1987 va rebre el Premi de Literatura Izumi Kyōca per la seva obra antiutópica “Viatge a Amanon”.

## Treballs en anglès
- Aventures de Sumiyakista, 1969) traduït per Dennis Keene.
- La Dona amb el Cap de Vol i Altres Històries van ser traduïdes per Atsuko Sakaki
- "Un Extraterrestre", "Som Amants", "La Casa del Gat Negre", "La Dona amb el Cap de Vol", "El Comerç", "La Màscara de Bruixa", "Somnis de Nit de la Primavera", "El Pas de Somnis", "El Lloc Especial", "Abstracció de Flor", "El Pas Llarg de Somnis".
- "Partei " (1960) traduït per Yukiko Tanaka i Elizabeth Hanson.
- "Per Morir en l'Estuari" (Kako ni Shisu, 1971) traduït per Dennis Keene.

## Anys posteriors
Malgrat els seus problemes de salut, va escriure diversos llibres. Kôkan (1989), Yume cap Kayoiji (1989), La Galeria d'Art de Fantasia (1991), Entre el Món Terrenal i l'Altre Món (2002), i Contes de Fada Cruel per a Persones Velles (2003).
El seu últim treball, en vespra a la seva mort, va fer la traducció d'El Petit Príncep d'Antoine de Sant-Exupéry. Va ser també coneguda per la seva traducció de Peça Desapareguda (1977) i The Missing Piece Meets the Big O (1982) obres del nord-americà Shel Silverstein, poeta, cantautor, músic, compositor, dibuixant, guionista i autor de llibres per a nens.
Yumiko Kurahashi va morir a l'edat de 69 d'una miocardiopatia dilatada.